# Konin
Konin} là một thành phố trong tỉnh Wielkopolskie, Ba Lan. Thành phố Konin có diện tích  km², dân số năm 2006 là 80618 người. Đây là thành phố lớn thứ của 3 tỉnh.